# Pachychalina glacialis
Pachychalina glacialis är en svampdjursart som först beskrevs av Burton 1934.  Pachychalina glacialis ingår i släktet Pachychalina och familjen Niphatidae. Inga underarter finns listade i Catalogue of Life.